# Bellissimo
Bellissimo – singel włoskiego piosenkarza Marco Mengoniego wydany 14 lutego 2013 roku i stanowiący promo drugiego albumu studyjnego artysty zatytułowanego #prontoacorrere.
Utwór miał swoją cyfrową premierę 14 lutego 2013 roku za pośrednictwem serwisu iTunes.
Singiel dotarł do 17. miejsca włoskiej listy przebojów.

## Lista utworów
Digital download
1. „Bellissimo” – 3:41[2]

## Notowania na listach przebojów
| Kraj   | Lista (2010)   | Najwyższe miejsce |
| ------ | -------------- | ----------------- |
| Włochy | Singles Top 20 | 17                |